# Gelabert (Riner)
Gelabert és una masia del municipi de Riner, a la comarca catalana del Solsonès.